# Clett
Clett es un pequeño islote rocoso y deshabitado que pertenece al país constituyente británico de Escocia, cerca de la costa norte de Caithness, justo al oeste de Holborn Head al norte de Scrabster en las coordenadas geográficas 58°37′25″N 03°32′33″O / 58.62361, -3.54250